# Iwnica
Iwnica (ukr. Івниця, Iwnycja) – wieś w rejonie andruszowskim obwodu żytomierskiego. Parafia katolicka św. Jana Chrzciciela dekanatu różyńskiego.

## Pałac
Pałac parterowy, wybudowany w stylu empire na wysokiej oficynie, w części centralnej piętrowy, od frontu portyk zwieńczony tympanonem. Obok duży park. Do pałacu prowadziła brama w stylu antycznym z kolumnami podtrzymującymi antyczny gzyms.

## Bibliografia

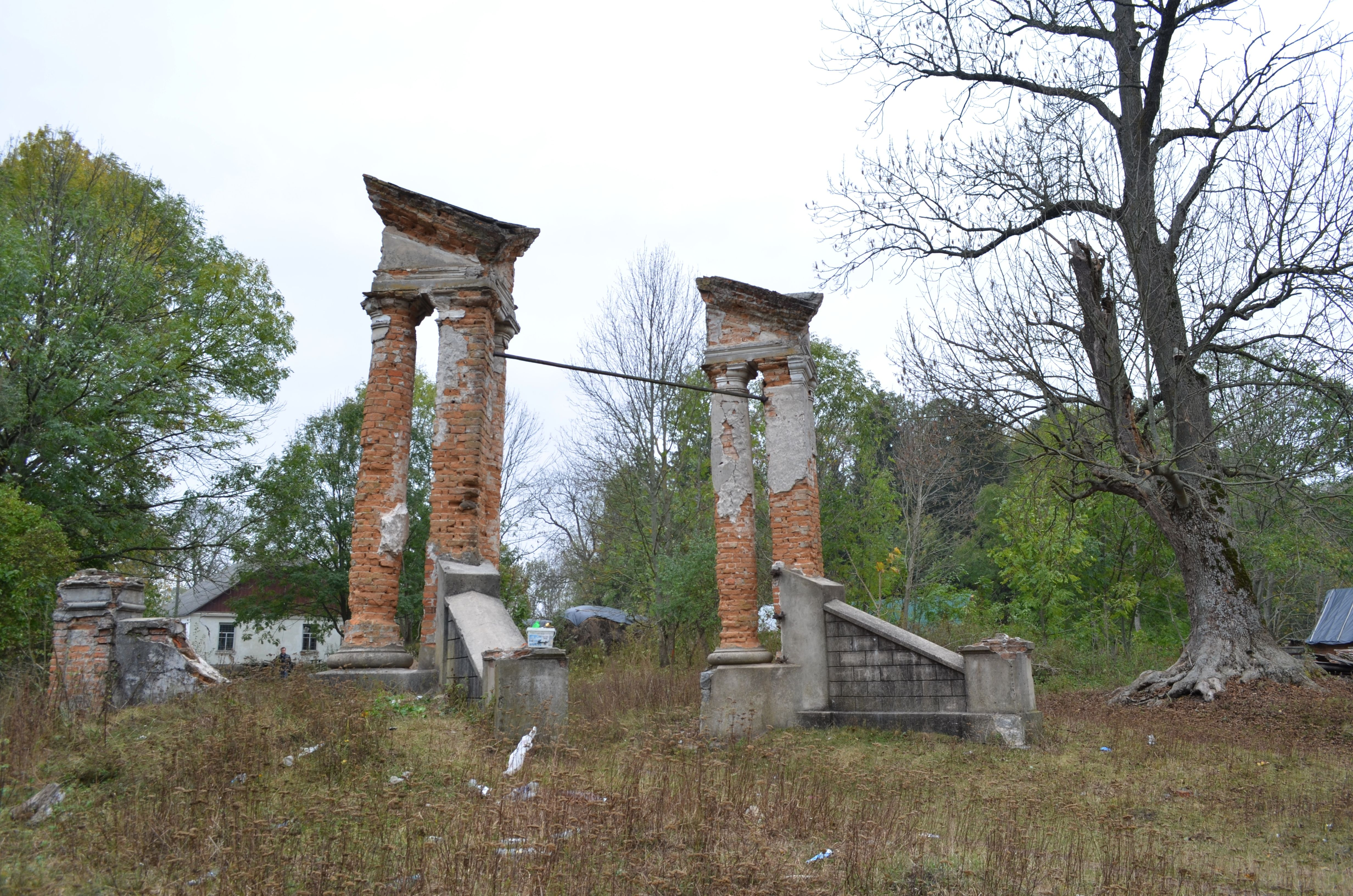
Brama wjazdowa